# Hermann Guthe (Geograph)

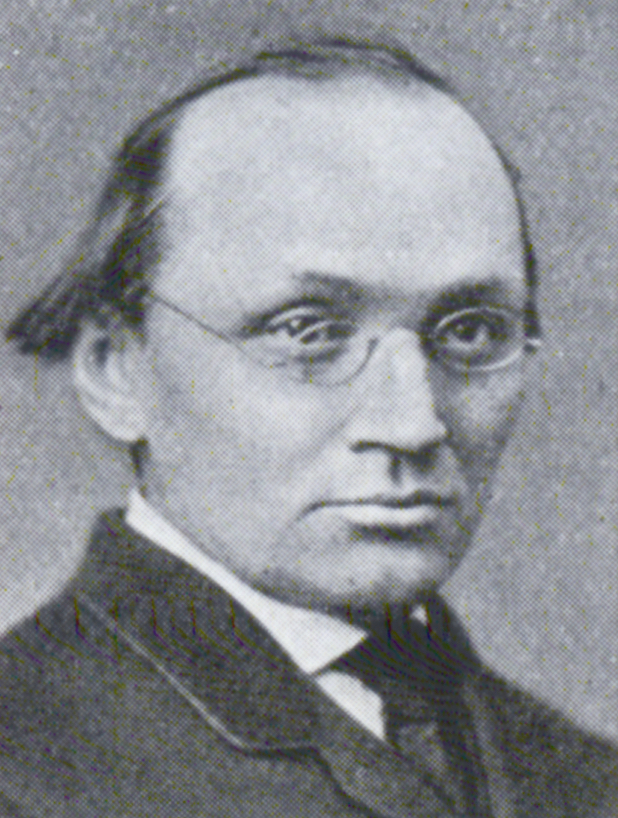
Hermann Guthe

Hermann Adolph Wilhelm Guthe (auch: Hermann Wilhelm Adolf Otto Guthe; * 12. August 1825 in Sankt Andreasberg im Harz; † 29. Januar 1874 in München) war ein deutscher Geograph, Sachbuchautor und Professor in Hannover und München. Der zeitweilige Freimaurer gehörte neben Alfred Kirchhoff, Oscar Peschel, Hermann Wagner und anderen zu den führenden Geographen vor allem des 19. Jahrhunderts. Als Autodidakten, zum Teil noch beeinflusst durch die Arbeiten Carl Ritters, richteten sie den Blick auf eine wissenschaftlich fundierte Geographie und erreichten mit ihren Arbeiten die Einrichtung neuer Lehrstühle dieses Faches zusätzlich zu denen in Berlin und Göttingen. Unter diesen Geographen gilt Guthe als der herausragende Lehrer.

## Leben

### Familie
Hermann Guthe war der Sohn des in Sankt Andreasberg tätigen Kaufmanns und Senators Friedrich Wilhelm Guthe (* 1796), dem Sohn des Kaufmanns Joh. Christian. Dietrich Guthe und der Sophie Johanna Coeler. Seine Mutter Wilh. Sophie Friederike (* 1801) war eine Tochter des ebenfalls in Sankt Andreasberg tätigen Kirchenjurats und Kämmerers Heinrich Michael Woge und der Friederike Henriette Wilhelmine. Hermann Guthe heiratete 1854 Hauke-Marg. († 1873), eine Tochter des Amtsvogts zu Berum, Joh. Gerh. Schomerus († 1871). Aus der Ehe gingen sieben Kinder hervor. Ein Neffe Hermann Guthes war Karl Eugen Guthe (1866–1915), Professor der Physik in Michigan.

### Werdegang
Der 1845 im Königreich Hannover geborene Clausthaler Kaufmannssohn Hermann Guthe besuchte das Gymnasium in Clausthal und studierte von 1845 bis 1847 alte Sprachen, Philosophie, Mathematik und Physik zunächst an der Georg-August-Universität Göttingen, wo er 1848 Mitglied der Progreß-Burschenschaft Hercynia Göttingen wurde, von 1847 bis 1848 in Berlin, wo er im Wintersemester 1847–48 auch Vorlesungen des Geographen Carl Ritter hörte. 1848 bis 1849 studierte Guthe wieder in Göttingen, wo er 1850 seine wissenschaftliche Prüfung für das Lehramt an Gymnasien ablegte. Schon zuvor war Guthe 1849 in Hannover zunächst als Collaborator angestellt worden, erhielt 1851 dann die Stellung als Oberlehrer am dortigen Lyceum. Parallel dazu arbeitete er dann an seiner geographischen Arbeit Zur Geschichte und Geographie der Landschaft Margiana, des heutigen Merw, für die er 1856 zum Doktor der Philosophie promoviert wurde. Im Folgejahr wurde Guthe Mitglied der Freimaurerloge Friedrich zum weißen Pferde.

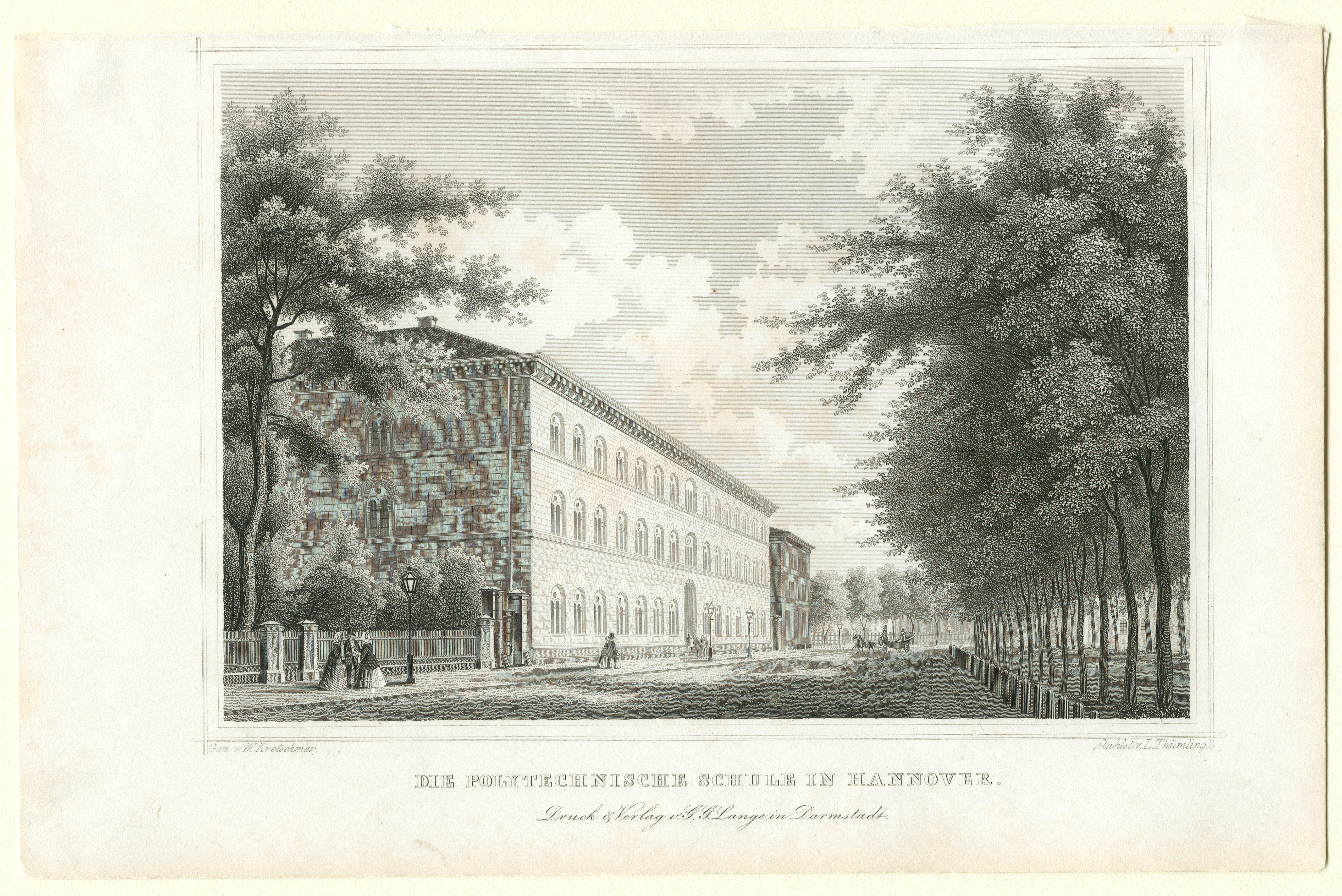
„Die Polytechnische Schule in Hannover“ an der Georgstraße, Blick in Richtung des heutigen Kröpcke;
Stich um 1850 von Thümling nach Kretschmer

Oberlehrer Guthe war spätestens Ende der 1850er Jahre Mitglied im Vorstand der Naturhistorischen Gesellschaft zu Hannover.
1863 wurde seine Tätigkeit als Lehrer auf die Vermittlung der Geographie beim Königlich Hannoverschen Kadettenkorps ausgedehnt. Zudem erhielt Guthe für die Jahre 1863 und 1864 den Auftrag, vor dem damaligen Kronprinzen Ernst August von Hannover und dessen Schwestern Friederike und Marie Vorträge über Geographie zu halten.  Seine wichtigste weitere Aufgabe aber war die Lehrerstelle für Mathematik und Mineralogie an der polytechnischen Schule zu Hannover, für die er 1868 den Professor-Titel verliehen bekam.
Unterdessen war nach der Annexion des Königreichs Hannover 1866 durch Preußen im Folgejahr 1867 die Großloge von Hannover aufgelöst worden. Sämtliche Logen Hannovers sollten sich nun den altpreußischen anschließen. So schloss sich  Hermann Guthes Loge Friedrich zum weißen Pferde der preußischen Großen Loge Royal York genannt zur Freundschaft an. Mit seinem Logen-Austritt zusammen mit rund vierzig weiteren Mitgliedern demonstrierte Hermann Guthe seinen Protest gegen diesen Schritt.
Gerade in diesen seinen letzten Lebensjahren erbrachte Guthe seine größten wissenschaftlichen Leistungen. Vor allem seine 1867 erstmals veröffentlichte Monographie über die Länder der Welfen unter dem Titel Die Lande Braunschweig und Hannover ... galt lange Zeit als Musterschrift der neueren Erdkunde. Sie war inspiriert von den Arbeiten Carl Ritters, konnte auf der Grundlage von  Naturwissenschaft und Mathematik einen erheblich vertiefenden Einblick bieten. Guthes Erstauflage  des „Lehrbuches der Geographie“ von 1868 war geradezu eine Pionierleistung nach Abgrenzung, Gliederung und Darstellung des Stoffes. Es blieb, später weitergeführt von Hermann Wagner, aufgrund seiner Qualitäten lange Zeit eines der meist benutzten akademischen Lehrbücher seiner Art.
Guthes lange gereifter Wunsch, ausschließlich für das Fach Geographie tätig sein zu können, erfüllte sich 1873 mit seiner Berufung nach München in die neu eingerichtete Professorenstelle für Geographie an der dortigen polytechnischen Schule. Kaum dort angekommen, verstarb nach wenigen Monaten jedoch erst seine Frau und dann ein Kind Guthes an der Cholera-Seuche, der auch der für seine Zeit nahezu universell gebildete Geographie-Professor kurz darauf erlag.
Das Archiv für Geographie des Leibniz-Instituts für Länderkunde in Leipzig verwahrt einen Splitternachlass Guthes.

## Werke (Auswahl)

### Schriften
- Zur Geschichte und Geographie der Landschaft Margiana, des heutigen Merw, Dissertation, 1856
- Die Lande Braunschweig und Hannover. Mit Rücksicht auf die Nachbargebiete geographisch dargestellt., Hannover, Klindworth's Verlag, 1867 (Digitalisat)
- Lehrbuch der Geographie von H[ermann] Guthe, 4. Auflage, wesentlich umgearbeitet von Hermann Wagner (mit Abbildungen und einer farbigen Tafel), Hannover: Hahnsche Buchhandlung, 1879; Digitalisat des Georg-Eckert-Instituts für internationale Schulbuchforschung

### Sonstiges
- Schulwandkarte der Provinz Hannover, 1873

## Ehrungen
- Seit 1928 vergibt die Geographische Gesellschaft zu Hannover die Hermann-Guthe-Medaille für Verdienste um die Geographie Niedersachsens.[1]
- 1934 wurde die Hermann-Guthe-Straße im hannoverschen Stadtteil Döhren angelegt.[3]